# Laurence Olivier Award for Best Actor in a Supporting Role in a Musical
Der Laurence Olivier Award for Best Actor in a Supporting Role in a Musical (deutsch: Laurence Olivier Auszeichnung für den besten Schauspieler in einer Nebenrolle in einem Musical) ist ein britischer Theater- und Musicalpreis, der erstmals 2015 vergeben wurde.

## Geschichte und Hintergrund
Die Laurence Olivier Awards werden seit 1976 jährlich in zahlreichen Kategorien von der Society of London Theatre vergeben. Sie gelten als höchste Auszeichnung im britischen Theater und sind vergleichbar mit den Tony Awards am amerikanischen Broadway. Ausgezeichnet werden herausragende Darsteller und Produktionen einer Theatersaison, die im Londoner West End zu sehen waren. Die Nominierten und Gewinner der Laurence Olivier Awards „werden jedes Jahr von einer Gruppe angesehener Theaterfachleute, Theaterkoryphäen und Mitgliedern des Publikums ausgewählt, die wegen ihrer Leidenschaft für das Londoner Theater“ bekannt sind. Eine der Preiskategorien ist der Laurence Olivier Award for Best Actor in a Supporting Role in a Musical, der seit 2015 vergeben wird. Zuvor war in den Jahren 1991 bis 2014 – ohne Geschlechtertrennung – die Auszeichnung Laurence Olivier Award for Best Performance in a Supporting Role in a Musical verliehen worden.  

## Gewinner und Nominierte
Die Übersicht der Gewinner und Nominierten listet pro Jahr die nominierten Schauspieler sowie ihre Rollen in den Musicals. Der Gewinner eines Jahres ist grau unterlegt und fett angezeigt.

### 2015–2019
| Jahr              | Schauspieler       | Musical                                 | Rolle       |
| ----------------- | ------------------ | --------------------------------------- | ----------- |
| 2015              | George Maguire     | Sunny Afternoon                         | Dave Davies |
| 2015              | Rolan Bell         | Memphis                                 | Delray      |
| 2015              | Ian Mcintosh       | Beautiful                               | Barry Mann  |
| 2015              | Jason Pennycooke   | Memphis                                 | Bobby       |
| 2016              |                    |                                         |             |
| David Bedella     | In the Heights     | Kevin Rosario                           |             |
| Dan Burton        | Gypsy              | Tulsa                                   |             |
| Peter Davison     | Gypsy              | Herbie                                  |             |
| Gavin Spokes      | Guys and Dolls     | Nicely Nicely Johnson                   |             |
| 2017              |                    |                                         |             |
| Adam J. Bernard   | Dreamgirls         | James "Thunder" Early                   |             |
| Ian Bartholomew   | Half a Sixpence    | Chitterlow                              |             |
| Ben Hunter        | The Girls          | Danny                                   |             |
| Andrew Langtree   | Groundhog Day      | Ned Ryerson                             |             |
| 2018              |                    |                                         |             |
| Michael Jibson    | Hamilton           | King George III                         |             |
| Ross Noble        | Young Frankenstein | Igor                                    |             |
| Jason Pennycooke  | Hamilton           | Marquis de Lafayette / Thomas Jefferson |             |
| Cleve September   | Hamilton           | John Laurens / Philip Hamilton          |             |
| 2019              |                    |                                         |             |
| Jonathan Bailey   | Company            | Jamie                                   |             |
| Clive Carter      | Come from Away     | verschiedene Rollen                     |             |
| Richard Fleeshman | Company            | Andy                                    |             |
| Robert Hands      | Come from Away     | verschiedene Rollen                     |             |

### Seit 2020
| Jahr             | Schauspieler                    | Musical                                      | Rolle |
| ---------------- | ------------------------------- | -------------------------------------------- | ----- |
| 2020             |                                 |                                              |       |
| David Bedella    | & Juliet                        | Lance                                        |       |
| Stewart Clarke   | Fiddler on the Roof             | Perchik                                      |       |
| Jack Loxton      | Dear Evan Hansen                | Jared Kleinman                               |       |
| Rupert Young     | Dear Evan Hansen                | Larry Murphy                                 |       |
| 2021/2022        |                                 |                                              |       |
| Elliot Levey     | Cabaret                         | Herr Schultz                                 |       |
| Clive Carter     | Moulin Rouge!                   | Harold Zidler                                |       |
| Hugh Coles       | Back to the Future: The Musical | George McFly                                 |       |
| Gary Wilmot      | Anything Goes                   | Elisha J. Whitney                            |       |
| 2023             |                                 |                                              |       |
| Zubin Varla      | Tammy Faye                      | Jerry Falwell                                |       |
| Sharif Afifi     | The Band’s Visit                | Haled                                        |       |
| Peter Polycarpou | The Band’s Visit                | Avrum                                        |       |
| Clive Rowe       | Sister Act                      | Lt Eddie Souther                             |       |
| 2024             |                                 |                                              |       |
| Jak Malone       | Operation Mincemeat             | Hester Leggett, Bernard Spilsbury und Andere |       |
| Cedric Neal      | Guys and Dolls                  | Nicely Nicely Johnson                        |       |
| David Thaxton    | Sunset Boulevard                | Max von Mayerling                            |       |
| Jack Wolfe       | Next to Normal                  | Gabriel "Gabe" Goodman                       |       |
| 2025             |                                 |                                              |       |
| Layton Williams  | Titanique                       | Eisberg / Tina Turner und Seemann            |       |
| Andy Nyman       | Hello, Dolly!                   | Horace Vandergelder                          |       |
| Raphael Papo     | Anatevka (Fiddler on the Roof)  | Der Geiger                                   |       |
| Tom Xander       | Mean Girls                      | Damian                                       |       |